# MI1
MI1 — аббревиатура от англ. Military Intelligence, Section 1 (Военная разведка, Секция 1), — подразделение Директората военной разведки Великобритании, созданное во время Первой мировой войны, основными функциями которого был взлом шифров и кодов противника.

## Организационная структура
Во время Первой мировой войны MI1 включало в себя следующие подразделения:
- MI1a: Подготовка и распространение разведданных.
- MI1b: Перехват и дешифровка сообщений противника.
- MI1c: Взаимодействие с MI6.
- MI1d: Обеспечение безопасности коммуникаций.
- MI1e: Беспроводная телеграфия.
- MI1f: Персонал и финансы.
- MI1g: Внутренняя безопасность и контрразведка.

В 1919 MI1b и 25-е подразделение разведки Королевского военно-морского флота (известное как Комната 40) были объединены в единую организацию — (англ. Government Code and Cypher School, GC & CS), которая впоследствии была реорганизована в Центр правительственной связи в Челтенхеме.
В MI1 начинали свою карьеру многие британские криптоаналитики, в частности, Оливер Стрэчи, Джон Тилтмен.